# Sant’Angelo a Nilo
Koordinaten: 40° 50′ 54″ N, 14° 15′ 20,1″ O
Die Chiesa di Sant’Angelo a Nilo (deutsch etwa: Kirche des Heiligen Engels von Nilo oder am Nil) ist eine kleine Kirche in der Altstadt von Neapel an der Piazzetta Nilo. Sie ist auch als Cappella Brancaccio bekannt und vor allem für das Grabmal des Kardinals Rinaldo Brancaccio berühmt, das von Donatello und Michelozzo geschaffen wurde und als eines der bedeutendsten Werke der Frührenaissance in Neapel gilt.

## Geschichte

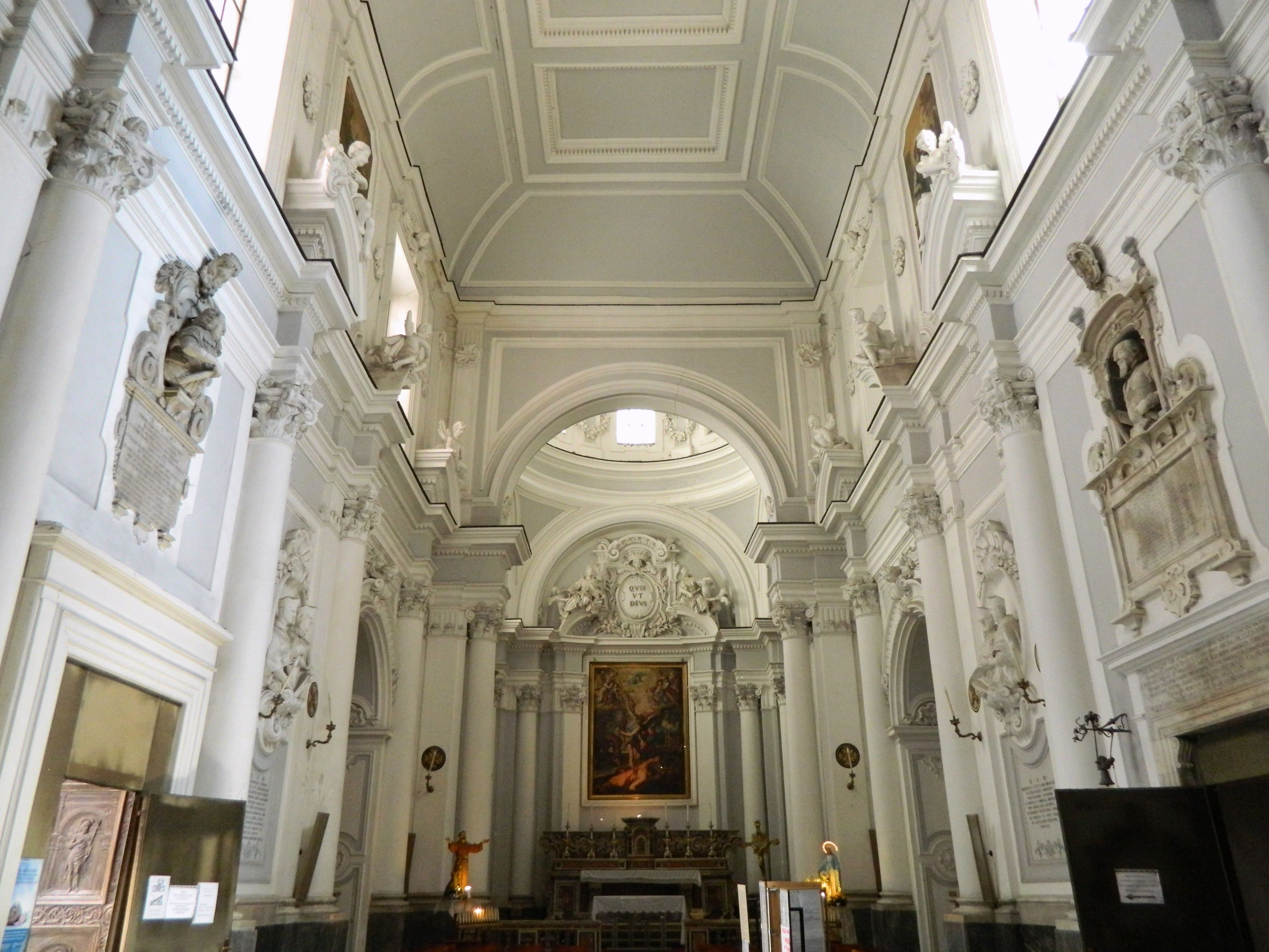
Das Innere von Sant’Angelo a Nilo

Die Kirche wurde auf Wunsch des Kardinals Rinaldo Brancaccio zwischen 1385 und 1401 neben dem Palast der Familie Brancaccio erbaut und dem Erzengel Michael geweiht. Ihr Beiname „a Nilo“ bezieht sich auf den davorliegenden Platz mit der antiken Statue des Flussgottes Nil, der von den einst hier lebenden ägyptischen Händlern verehrt wurde. Um 1535 wurde das Gebäude vergrößert und um das Presbyterium und die rechte vordere Kapelle mit dem Grabmal des Kardinals Brancaccio erweitert.
Ihr heutiges Aussehen verdankt die Kirche einer 1709 durchgeführten Renovierung durch den Architekten Arcangelo Guglielmelli. Dabei wurde das Kirchenschiff erhöht, die Kuppel erbaut und die Kirche mit Hilfe von Stuck und anderen Dekorationen dezent barockisiert.

## Beschreibung

### Das Äußere
Die barocke Fassadengestaltung der Kirche ist durch zahlreiche glatte Pilaster geprägt, die im unteren Teil aus grauem Piperno bestehen und mit Komposit-Kapitellen geziert sind; das mit Lisenen gegliederte Obergeschoss entspricht der toskanischen Ordnung. Die Wände selbst sind mit rötlichen Ziegeln verkleidet. Dazu kommen elegante, eher zurückhaltende Stuckornamente, über den Fenstern zur Piazzetta Nilo sieht man wappentragende Putti.
Das Gebäude verfügt über zwei Eingänge, die zu den ältesten erhaltenen Bauteilen gehören. Das Hauptportal an der Via Mezzocannone ist mit Figuren der Heiligen Petrus, Laurentius und Antonius von Padua auf der rechten Seite und Paulus, Johannes Evangelist und Dominikus auf der linken reich geschnitzt. Darüber auf dem Architrav Engelsfiguren und die Überreste eines Freskos aus dem 15. Jahrhundert, das die Jungfrau Maria, den Erzengel Michael und den Hl. Baculo mit dem Kardinal Brancaccio zeigt.
Das Portal des Seiteneingangs zur Piazzetta Nilo stammt aus dem 15. Jahrhundert. Es ist mit Figuren des Erzengels Gabriel und der Maria (d. h. einer Verkündigung Mariens) sowie des Heiligen Michael, Johannes des Täufers, Johannes vom Kreuz und Agnes’ geschmückt. In der Lünette darüber befand sich einst die Statue des Erzengels Michael mit dem Drachen, die man heute im Inneren der Kirche besichtigen kann. In zwei Nischen stehen Skulpturen von Bartolomeo Granucci, die zwei Lieblingsheilige der Familie Brancaccio darstellen: die Heiligen Candida d. Ä. und Candida d. J.

### Das Innere

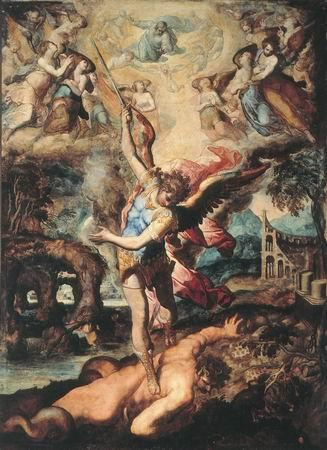
Altarbild mit dem Erzengel Michael von Marco dal Pino (1573)

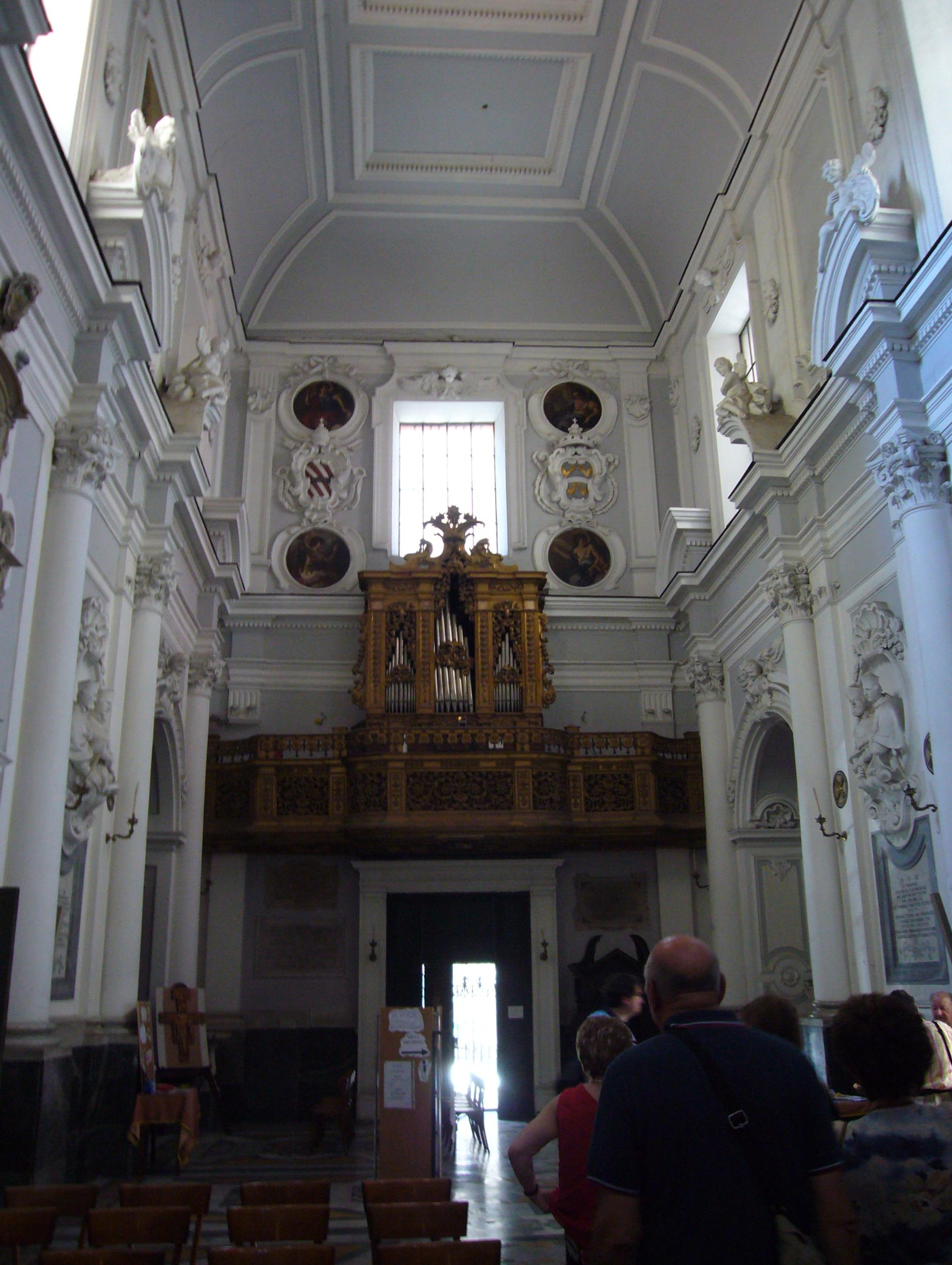
Blick zur Orgelempore

Der einschiffige, helle Innenraum erhielt durch Arcangelo Guglielmelli ein klassisches Gepräge mit glatten Säulen und Dreiviertelsäulen in Kompositordnung (ähnlich wie an der Fassade). Die Idee, den ganzen Raum und die Fassade mit Kapitellen der kompositen Ordnung zu gestalten, könnte der Architekt möglicherweise vom Grabmonument des Kardinals Brancaccio übernommen haben (siehe unten). Der ebenfalls von Guglielmelli entworfene, elegante Stuckdekor besteht vor allem aus Muscheln, Tondi mit Heiligenbüsten, geflügelten Engelsköpfen über Arkaden und Fenstern und Engelsputti auf dem Gebälk. Die Dekorationen aus farbigem Marmor an Altären und Fußboden sind aus dem 17. und 18. Jahrhundert.  Auf der Empore über dem Eingang steht die historische Orgel aus dem 18. Jahrhundert in einem reich geschnitzten vergoldeten Gehäuse.
Unter den Gemälden sticht eine Darstellung der Heiligen in Anbetung des Heiligen Antlitzes von Giovanbattista Lama hervor, auf dem gleichen Altar eine Maria Addolorata vom Ende des 17. Jahrhunderts.
In der ersten Kapelle rechts befinden sich die Reliquien der Heiligen Candida aus dem 6. Jahrhundert und ein Gemälde von Carlo Sellitto von 1641 mit der Erscheinung der Madonna vor der Hl. Candida (auch: Vision der Hl. Candida). Erwähnenswert ist auch eine Pietà aus der Schule von Jusepe de Ribera.
Der Hauptaltar wurde ebenfalls unter Guglielmelli überarbeitet und wird dominiert vom Altarbild mit dem Erzengel Michael, einem Meisterwerk des Manierismus von Marco dal Pino (1573). Das Tabernakel auf der rechten Seite (neben der Sakristei) wird Giovan Tommaso Malvito zugeschrieben;  links vom Hauptaltar befinden sich die Grabmäler der Kardinäle Stefano und Francesco Brancaccio, geschaffen von den Brüdern Bartolomeo und Pietro Ghetti aus Carrara.

### Grabmal des Rinaldo Brancaccio

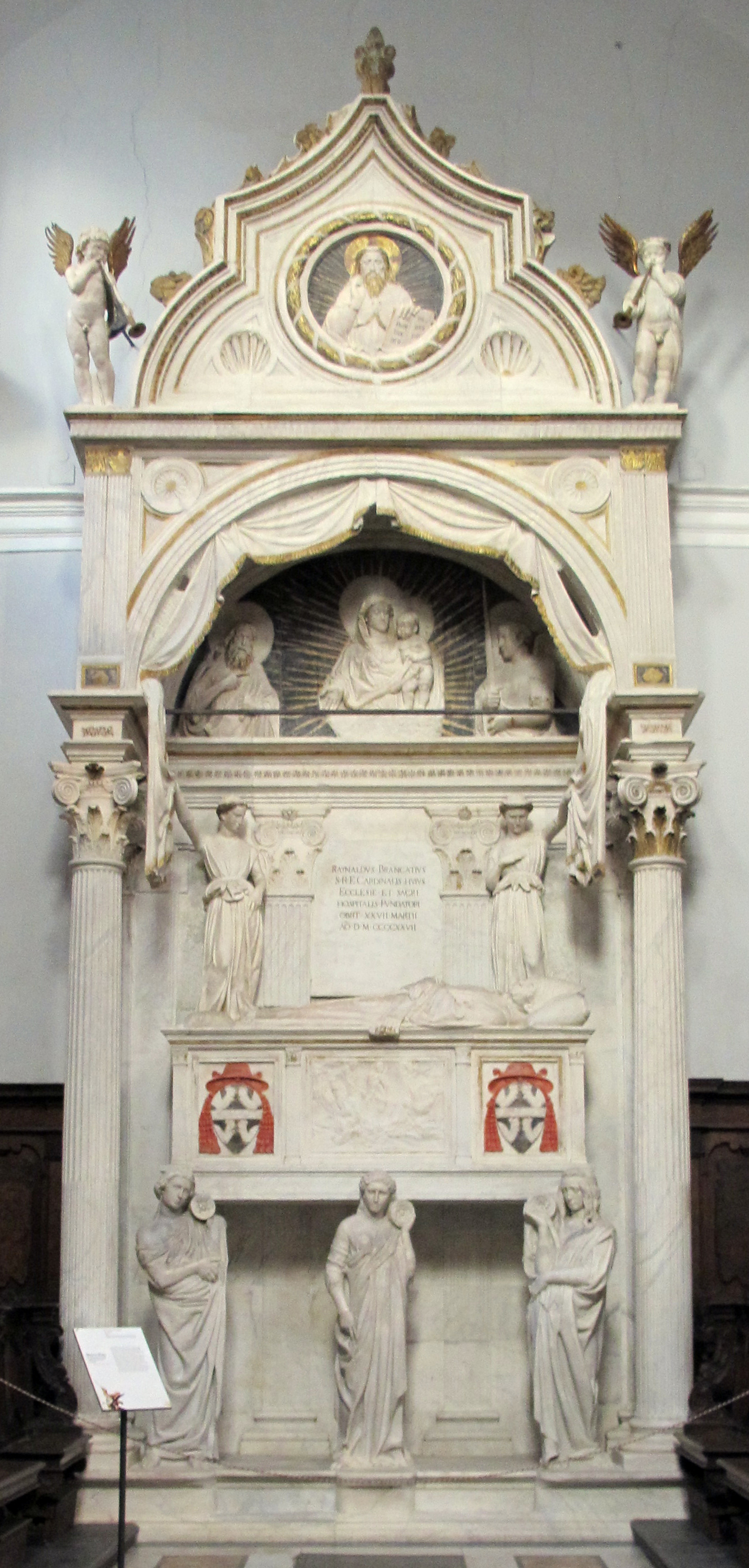
Grabmal des Kardinals Brancaccio von Donatello, Michelozzo und Helfern (1426–28)

Das Grabmal des Kardinals Brancaccio auf der rechten Seite entstand zwischen 1426 und 1428. Es gilt als ein bedeutendes und außergewöhnliches Werk der Frührenaissance mit spätgotischen Reminiszenzen und wurde in Zusammenarbeit von Donatello und Michelozzo geschaffen. Es besteht aus teilweise vergoldetem und farbig gefasstem weißem Marmor und misst in der Höhe 11,60 m und in der Tiefe 4,60 m. Fertiggestellt wurde es im Juni 1427, noch zu Lebzeiten des Kardinals, und dann 1428 von Pisa über den Seeweg nach Neapel gebracht. Den architektonischen Rahmen bilden zwei kannelierte Säulen der Kompositordnung, die einen Baldachin mit halbrundem Bogen tragen. In die halbgotische Bekrönung darüber ist ein Tondo mit einem Relief mit Christus als Erlöser eingelassen, zu beiden Seiten zwei kleine Engelsputti mit Posaunen. Der Sarkophag selber wird von drei allegorischen Figuren getragen und ist geschmückt mit einem Relief Donatellos, das die Himmelfahrt Mariä darstellt. Die darüber liegende Figur des Verstorbenen wird von zwei mönchisch anmutenden Engeln überragt, darüber in einem halbrunden Basrelief eine Madonna mit Kind, dem Heiligen Johannes d. Täufer und dem Erzengel Michael.